# ミラベッロ
ミラベッロ（伊: Mirabello）は、イタリア共和国エミリア＝ロマーニャ州フェラーラ県テッレ・デル・レーノに属する分離集落（フラツィオーネ）。
かつては独立したコムーネであったが、2017年1月1日にサンタゴスティーノと合併して新自治体の一部となった。

## 地理

### 位置・広がり

#### 隣接コムーネ
コムーネとしてのミラベッロは、以下のコムーネと隣接していた。
- ボンデーノ
- ポッジョ・レナーティコ
- サンタゴスティーノ
- ヴィガラーノ・マイナルダ

## 姉妹都市
- Weyarn、ドイツ 2006年